# 相川亜利砂
相川 亜利砂（あいかわ ありさ）は、日本のイラストレーター。
エロゲームにおいて美麗な原画を提供することで知られる。凌辱的な作品に関わったことが多い。

## 主な作品
- One Way Ticket〜不思議な片道切符〜（1996年 アクアリウム  キャラクターデザイン・原画（ナース編） ）
- クエント〜忘れ得ぬ日々に〜（1997年 Ｍ'（エクセレンツ） キャラクターデザイン・原画（Rainy Blue））
- V．R．デート五月倶楽部2（1997年 デザイアー（エクセレンツ） キャラクターデザイン・原画（山本翠、結城静香））
- お兄ちゃんへ（1997年 Gulilty  キャラクターデザイン・原画）
- 不夜城〜引き裂かれた純潔〜（1998年 デザイアー（エクセレンツ） キャラクターデザイン・原画）
- サンクスギビングSPECIAL（2000年 エクセレンツ キャラクターデザイン・原画（調律師・壁紙））
- 帝都のユリ（2000年 Sweet Basil キャラクターデザイン・原画）
- 母娘どんぶり（2000年 び〜にゃん キャラクターデザイン・原画 ）
- 陵辱サンタ（2000年 び〜にゃん  キャラクターデザイン・原画（みるく））
- 母娘どんぶり２（2001年 び〜にゃん  キャラクターデザイン・原画）
- 催淫術・超(Super)（2001年 び〜にゃん  キャラクターデザイン・原画（保健医））
- 背徳（2002年 rúf キャラクターデザイン・原画）
- 女教師・裕美の放課後 （2002年 uiltyN  キャラクターデザイン・原画）
- 崩壊序曲（2003年 rouge（DVDのみ）  キャラクターデザイン・原画）
- 母娘どんぶり3（2003年 び〜にゃん  キャラクターデザイン・原画）
- アカルイミライ 〜Wet And Messy 2nd time〜（2003年 FlyingShine黒 キャラクターデザイン・原画）
- 魔女っこde'GO♪GO♪〜ポールとミラ★クル大作戦〜（2004年 るチャ! ゲストキャラクターデザイン・原画）
- クライミライ（2004年 FlyingShine黒  キャラクターデザイン・原画）
- 女教師 君島美沙（2005年8 ブラックリリス  キャラクターデザイン・原画）
- クライミライ2（2005年5 FlyingShine黒  キャラクターデザイン・原画）
- 陵辱仕置人1（2005年2 覇王（※DL専用販売）  キャラクターデザイン・原画）
- クライミライ3（2005年 FlyingShine黒  キャラクターデザイン・原画・ラフ原画及び作画監修）
- イナホノミライ（2006年 FlyingShine黒  キャラクターデザイン・原画・ラフ原画及び作画監修）
- 仮面の拷問士（2006年 ブラックリリス キャラクターデザイン・原画）
- クライミライ4（2007年 FlyingShine黒 キャラクターデザイン・一部原画・作画監修）
- 牝トロ痴漢線〜快楽嬢射案内（2007年 極フェロ（master up) キャラクターデザイン・原画）
- 籠の中の戦乙女 a caged valkyrie （2007年 Anim キャラクターデザイン・原画）
- 鬼畜中出し水泳部〜キャプテン氷川美玲・汁辱〜（2008年 Guilty+ キャラクターデザイン・原画）
- 輪罠Ⅱ 〜Gang-Rape〜（2008年 Guilty 一部キャラクターデザイン・一部原画）
- 孕ませ王（2008年 Frill  キャラクターデザイン・原画）
- 淫辱心療クラブ（2009年 Liquid-Shine  原画）
- Ran→Sem ～白濁デルモ妻のミイラ捕り～（2010年 Guilty＋  原画）
- 女医さんのお言いつけっ!! ～エッチな診察してあげる♪～（2009年 裸足少女  原画）
- 姫剣士エステル ～孕ませ王2～（2010年 Frill  原画）
- 姦獄島（2011年 Liquid-Shine  原画）
- 夜這いする七人の孕女（2013年 Guilty  原画）
- 夜這いする七人の孕女2（2014年 Guilty  原画）
- 手籠めにされる九人の堕女（2014年 Guilty  原画）
- 操心術外伝 ～綾河博士のHENTAI事件簿～（2015年 Studio 邪恋  原画）
- 夜這いする七人の孕女 The Motion（2015年 Guilty  原画）
- 牝贄狩 ～淫虐のアーケード街～（2016年 Rave'N  原画）
- 牝堕ち巨乳妻は俺のモノ ～負け組の俺が勝ち組の友人から美人妻を寝取る話～（2016年 Anim  原画）
- メス堕ち! 魅惑の人妻ライフ ～年上妻たちとのいちゃらぶ汁だく性活～（2016年 Anim  原画）
- 堕とされた美姉妹 ～どうかその娘だけは助けて下さい～（2017年 シルキーズSAKURA  原画）
- いつまでも俺は母に恋してる! ～いいよ、ママに甘えて、おっぱいでいっぱいお世話してあげる♪～（2017年 Anim M&W  原画）
- 痴漢狂 ～ガチ使えるアプリでムチムチ巨乳尻を揉んで触って! アクメ顔でイカせたい!!～（2018年 シルキーズSAKURA  原画）
- 痴漢狂3 ～鬼エロアプリでデキる女の極上ワガママボディを犯って! ヤられて!! スケベ汁噴かせて啼かせたい!!!～（2018年 シルキーズSAKURA  原画）
- メス堕ち! オレのネトリ棒で淫らに喘ぐ先輩&後輩妻 ～ムッチリ肉厚の巨乳妻たちとのハメハメラブライフ～（2018年 Anim  原画）
- 屈辱2（2019年 BISHOP  原画）
- メス堕ち!巨乳水着妻たちとのラブエロスイミング! ～プールで監視員のバイトを始めたら水着の人妻達に囲まれて童貞喪失した!?～（2019年 Anim  原画）
- メス堕ち!オレのネトリ棒で淫らに喘ぐ先輩&後輩妻2 ～ムッチリ肉厚の巨乳妻たちとのいちゃラブハメ性活～（2020年 Anim  原画）
- 虜ノ絆 ～奪われた学園に響く処女の喘ぎ～（2020年 Guilty  原画）
- 寝取られ三角関係 ～初恋の幼なじみがセフレにされた～（2020年 TRYSET Break  原画）
- メスつまみ ～世話焼き年上妻と真面目なツンツン妻との愛欲性活～（2021年 Anim  原画）
- 人妻寝取り管理人 〜押しに弱い淑女は贖罪に堕ちる〜（2021年 TRYSET Break  原画）
- 単身不倫 -寝取られたら寝取り返すバイ返し（2021年 Guilty`Dash  原画）
- メスつまみ3 ～しっかり年下妻とおっとり年上妻とのエロハメ肉欲性活～（2022年 Anim  原画）
- 淫獄の放課後（2023年 	BISHOP  原画）
- ママ僕だけを愛して… ～キモデブ息子を溺愛する母の歪んだ愛情～（2023年 	TRYSET Break  原画）